# 2023年冬季世界大学生运动会单板滑雪比赛
2023年冬季世界大学生运动会单板滑雪比赛是2023年冬季世界大学生运动会的其中一个比赛大项，于2023年1月12日至22日在美国纽约州戈尔山进行。比赛共设10个小项，包括5个男子和5个女子小项。

## 奖牌得主

### 男子
| 项目         | 金牌                            | 金牌                            | 银牌                                | 银牌                                | 铜牌                            | 铜牌                            |
| 大跳台       | 加来优生 · 日本（JPN）          | 172.00                          | Moritz Breu · 德国（GER）           | 170.25                              | 铃木淳宏 · 日本（JPN）          | 165.00                          |
| 坡面障碍技巧 | Lee Min-sik · 韩国（KOR）       | 90.00                           | 辻晴阳 · 日本（JPN）                | 88.00                               | 铃木淳宏 · 日本（JPN）          | 80.00                           |
| 平行大曲道   | Mykhailo Kharuk · 乌克兰（UKR） | Mykhailo Kharuk · 乌克兰（UKR） | Matthäus Pink · 奥地利（AUT）       | Matthäus Pink · 奥地利（AUT）       | Hong Seung-yeong · 韩国（KOR）  | Hong Seung-yeong · 韩国（KOR）  |
| 平行曲道     | Matthäus Pink · 奥地利（AUT）   | Matthäus Pink · 奥地利（AUT）   | Dominik Burgstaller · 奥地利（AUT） | Dominik Burgstaller · 奥地利（AUT） | Mykhailo Kharuk · 乌克兰（UKR） | Mykhailo Kharuk · 乌克兰（UKR） |
| 障碍追逐     | Benjamin Gattaz · 法国（FRA）   | Benjamin Gattaz · 法国（FRA）   | Jakub Žerava · 捷克（CZE）          | Jakub Žerava · 捷克（CZE）          | Leon Beckhaus · 德国（GER）     | Leon Beckhaus · 德国（GER）     |

### 女子
| 项目         | 金牌                         | 金牌                         | 银牌                          | 银牌                          | 铜牌                                    | 铜牌                           |
| 大跳台       | Livia Tanno · 瑞士（SUI）    | 172.50                       | 吉泽光璃 · 日本（JPN）        | 152.50                        | Noémie Equy · 法国（FRA）               | 136.00                         |
| 坡面障碍技巧 | Livia Tanno · 瑞士（SUI）    | 90.00                        | Noémie Equy · 法国（FRA）     | 68.50                         | Tinkara Tanja Valcl · 斯洛文尼亚（SLO） | 52.25                          |
| 平行大曲道   | Elisa Fava · 意大利（ITA）   | Elisa Fava · 意大利（ITA）   | Carmen Kainz · 奥地利（AUT）  | Carmen Kainz · 奥地利（AUT）  | Flurina Bätschi · 瑞士（SUI）           | Flurina Bätschi · 瑞士（SUI）  |
| 平行曲道     | Carmen Kainz · 奥地利（AUT） | Carmen Kainz · 奥地利（AUT） | Flurina Bätschi · 瑞士（SUI） | Flurina Bätschi · 瑞士（SUI） | Nadiia Hapatyn · 乌克兰（UKR）          | Nadiia Hapatyn · 乌克兰（UKR） |
| 障碍追逐     | Sophie Hediger · 瑞士（SUI） | Sophie Hediger · 瑞士（SUI） | Chloé Passerat · 法国（FRA）  | Chloé Passerat · 法国（FRA）  | Kim Martinez · 法国（FRA）              | Kim Martinez · 法国（FRA）     |

## 奖牌榜
| 排名                      | 国家 / 地区               | 金牌 | 銀牌 | 銅牌 | 总计 |
| ------------------------- | ------------------------- | ---- | ---- | ---- | ---- |
| 1                         | 瑞士                      | 3    | 1    | 1    | 5    |
| 2                         | 奥地利                    | 2    | 3    | 0    | 5    |
| 3                         | 法国                      | 1    | 2    | 2    | 5    |
| 3                         | 日本                      | 1    | 2    | 2    | 5    |
| 5                         | 乌克兰                    | 1    | 0    | 2    | 3    |
| 6                         | 韩国                      | 1    | 0    | 1    | 2    |
| 7                         | 意大利                    | 1    | 0    | 0    | 1    |
| 8                         | 德国                      | 0    | 1    | 1    | 2    |
| 9                         | 捷克                      | 0    | 1    | 0    | 1    |
| 10                        | 斯洛文尼亚                | 0    | 0    | 1    | 1    |
| 总计（共10个国家 / 地区） | 总计（共10个国家 / 地区） | 10   | 10   | 10   | 30   |

## 参赛代表团
共有来自26个代表团的117名运动员获得该项目参赛资格：
- 阿根廷（1）
- 亚美尼亚（1）
- （2）
- 奥地利（5）
- 保加利亚（1）
- 加拿大（8）
- 中国（7）
- 捷克（8）
- 芬兰（1）
- 法国（11）
- 德国（6）
- 英国（1）
- 意大利（1）
- 日本（14）
- （2）
- 蒙古（1）
- 荷兰（1）
- 波兰（7）
- 斯洛伐克（1）
- 斯洛文尼亚（1）
- 韩国（10）
- 瑞士（7）
- 泰国（1）
- 乌克兰（6）
- 美国（8）
- （5）